# ۱۹۸۹

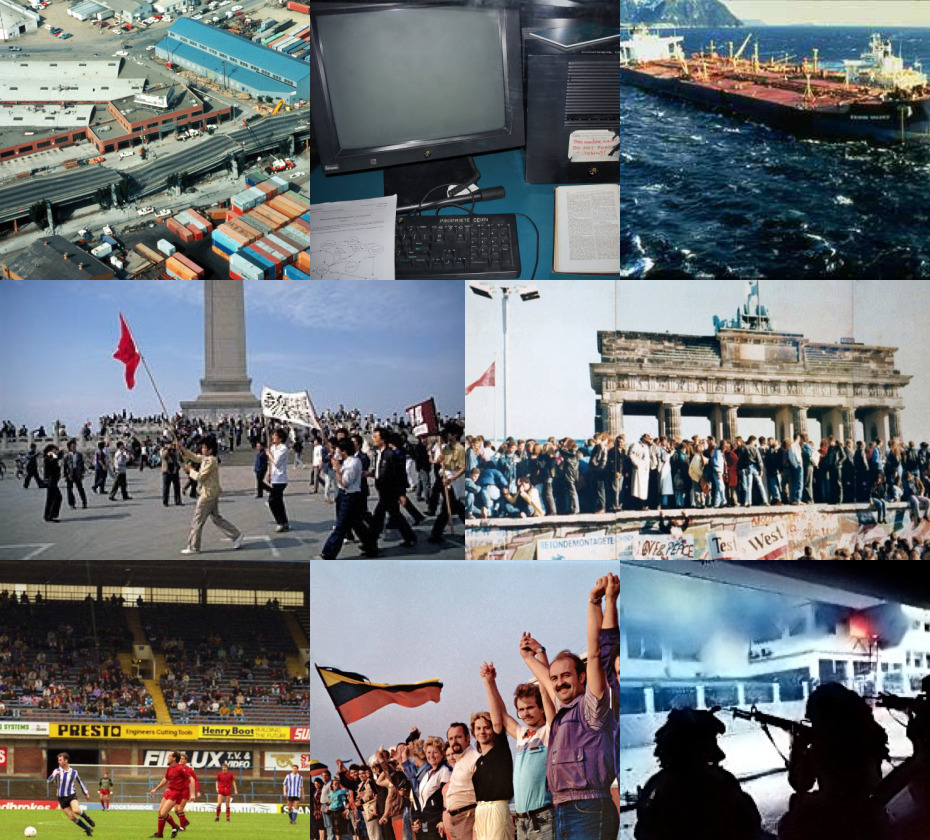

سال ۱۹۸۹ (هزار و نهصد و هشتاد و نه) میلادی، آخرین سال از دهه ۱۹۸۰ در سده ۲۰ میلادی بود. بر اساس تقویم گریگوری سال مذکور یک سال عادی با ۳۶۵ روز بود.

## نامگذاری‌ها
در تقویم چینی این سال سال مار نام گرفته‌است.
1989 نام یک اثر از خوانندهٔ آمریکایی بنام  تیلور سوئیفت است.

## رویدادها
- سقوط دیوار برلین
- تأسیس گروه پانزده متشکل از ۱۵ کشور در حال توسعه.
- بنیان گذاری زبان برنامه نویسی پایتون توسط یک هلندی به نام خودو فان روسوم

### فوریه
- 14 فوریه - صدور فتوای حکم اعدام سلمان رشدی نویسنده کتاب آیات شیطانی توسط روح‌الله خمینی.

## زادروزها
- ۲۳ ژوئیه - دنیل ردکلیف، بازیگر انگلیسی
- ۱۰ ژانویه - امیلی مید، بازیگر آمریکایی
- ۱۱ فوریه – حسن عبدالرحمن، بازیکن فوتبال اهل امارات متحده عربی
- ۴ مارس - ارین هیثرتون، مدل آمریکایی
- ۶ مارس - اگنیشکا ردونسکا، بازیکن تنیس لهستانی
- ۱۱ مارس - دانیلا کرتش، بازیگر اسرائیلی
- ۱۷ مارس - شینجی کاگاوا، بازیکن فوتبال ژاپنی
- ۴ آوریل - کریس هرد، بازیکن فوتبال استرالیایی
- ۱۰ مه - لیندزی شا، بازیگر آمریکایی
- ۱۵ مه - سانی (خواننده)، خواننده آمریکایی
- ۲ ژوئن - فردی ادو، بازیکن فوتبال آمریکایی
- ۴ ژوئن - الدار قاسم‌اف، خواننده اهل جمهوری آذربایجان
- ۱۰ ژوئن - الکساندرا استن، خواننده رومانیایی
- ۱۴ ژوئن - لوسی هالی، موسیقی‌دان، بازیگر، و خواننده آمریکایی
- ۲۰ ژوئن - کریستوفر مینتز-پلاسه، بازیگر آمریکایی
- ۲۳ ژوئن - لارن بنت، خواننده بریتانیایی
- ۲ ژوئیه - دو (خواننده)، خواننده-ترانه‌سرا، موسیقی‌دان، و خواننده آمریکایی
- ۲۷ ژوئیه - شارلوت آرنلد، صداپیشه و بازیگر کانادایی
- ۳۱ ژوئیه - ویکتوریا آزارنکا، بازیکن تنیس اهل بلاروس
- ۲۱ اوت - هایدن پانتیر، صداپیشه، موسیقی‌دان، بازیگر، و خواننده آمریکایی
- ۲۶ اوت - جیمز هاردن، بازیکن بسکتبال و ورزشکار آمریکایی
- ۲ سپتامبر - الکساندر پاتو، بازیکن فوتبال برزیلی
- ۱۴ سپتامبر - لوگان هندرسون، بازیگر، خواننده، و رقاص آمریکایی
- ۲۱ سپتامبر - جیسون درولو، خواننده آمریکایی
- ۱ اکتبر - بری لارسون، خواننده-ترانه‌سرا، فیلمنامه‌نویس، موسیقی‌دان، بازیگر، کارگردان، و خواننده آمریکایی
- ۱۴ اکتبر - میا واشیکوفسکا، بازیگر استرالیایی
- ۶ نوامبر - جوزی التیدور، بازیکن فوتبال آمریکایی
- ۱۴ نوامبر - جیک لیورمور، بازیکن فوتبال بریتانیایی
- ۲۰ نوامبر - کودی لینلی، بازیگر آمریکایی
- ۲ دسامبر - کسی استیل، بازیگر و خواننده کانادایی
- ۱۰ دسامبر - ماریون مارشال-لو پن، سیاست‌مدار فرانسوی
- ۱۳ دسامبر - تیلور سوئیفت، خواننده و آهنگساز و ترانه سرا ی آمریکایی
- ۱۸ دسامبر - اشلی بنسون، بازیگر آمریکایی
- ۲۲ دسامبر - جردین اسپارکس، خواننده-ترانه‌سرا، ترانه‌سرا، آهنگساز، موسیقی‌دان، بازیگر، و خواننده آمریکایی

## مرگ‌ها
- ۷ ژانویه - هیروهیتو, صد و بیست و چهارمین امپراتور ژاپن (زاده ۱۹۰۲)
- ۸ ژانویه - کنت مک‌میلان (هنرپیشه)، بازیگر آمریکایی (ز. ۱۹۳۲)
- ۲۳ ژانویه - سالوادور دالی، نویسنده، مجسمه‌ساز، بازیگر، نقاش، کارگردان، و هنرمند اسپانیایی (ز. ۱۹۰۴)
- ۲۲ فوریه - شاندور مارائی, نویسنده و روزنامه نگار مجارستانی (زاده ۱۹۰۰)
- ۳ مارس - کنت هگان، بازیکن فوتبال بریتانیایی (ز. ۱۹۰۱)
- ۹ مارس - رابرت مپل‌تورپ، عکاس و کارگردان آمریکایی (ز. ۱۹۴۶)
- ۱۵ مه - جانی گرین، آهنگساز آمریکایی (ز. ۱۹۰۸)
- ۲۹ مارس - ایان دالریمپل، فیلمنامه‌نویس، تهیه‌کننده، و کارگردان اهل آفریقای جنوبی (ز. ۱۹۰۳)
- ۲۲ آوریل - امیلیو گینو سگر، فیزیک‌دان آمریکایی (ز. ۱۹۰۵)
- ۲۶ آوریل - لوسیل بال، بازیگر، خواننده، و مدل آمریکایی (ز. ۱۹۱۱)
- ۷ مه - گای ویلیامز، بازیگر آمریکایی (ز. ۱۹۲۴)
- ۱۰ مه - وودی شاو، موسیقی‌دان و آهنگساز آمریکایی
- ۱۶ مه - لیلا کسری، شاعر و ترانه‌سرا ایرانی (ز. ۱۹۳۹)
- ۲۶ مه - دان ریوی، بازیکن فوتبال بریتانیایی (ز. ۱۹۲۷)
- ۳ ژوئن - سید روح الله خمینی، نخستین رهبر جمهوری اسلامی ایران
- ۱۰ ژوئن - ریچارد کواین، بازیگر و کارگردان آمریکایی (ز. ۱۹۲۰)
- ۱۳ ژوئن - فرن الیسون، بازیگر و خواننده آمریکایی (ز. ۱۹۰۷)
- ۲۳ ژوئن - میشل عفلق, بنیادگذار عقیدتی جنبش بعثی (زاده ۱۹۱۰)
- ۲۴ ژوئن - هیباری میسورا، بازیگر و خواننده ژاپنی (ز. ۱۹۳۷)
- ۳ ژوئیه - جیم بکوس، فیلمنامه‌نویس، بازیگر، نویسنده، و صداپیشه آمریکایی (ز. ۱۹۱۳)
- ۶ ژوئیه - یانوش کادار، سیاست‌مدار اهل مجارستان (ز. ۱۹۱۲)
- ۱۰ ژوئیه - مل بلانک، صداپیشه و بازیگر آمریکایی (ز. ۱۹۰۸)
- ۱۲ ژوئیه - کارلوس پوئبلا, خواننده، آهنگساز و گیتاریست کوبایی (زاده ۱۹۱۷)
- ۱۵ ژوئیه - لوری کانینگهام، بازیکن فوتبال بریتانیایی (ز. ۱۹۵۶)
- ۱۶ ژوئیه - هربرت فون کارایان, رهبر ارکستر اتریشی (زاده ۱۹۰۸)
- ۲۳ ژوئیه - دونالد بارتلمی, نویسندهٔ و روزنامه‌نگار آمریکایی (زاده ۱۹۳۱)
- ۲۴ ژوئیه - ارنی موریسون، بازیگر آمریکایی (ز. ۱۹۱۲)
- ۱۲ اوت - ویلیام شاکلی، فیزیک‌دان آمریکایی (ز. ۱۹۱۰)
- ۲۶ اوت - ایروینگ استون، نویسنده آمریکایی (ز. ۱۹۰۳)
- ۱۵ سپتامبر - رابرت پن وارن، شاعر آمریکایی (ز. ۱۹۰۵)
- ۲۸ سپتامبر فردیناند مارکوس، سیاست‌مدار فیلیپینی (ز. ۱۹۱۷)
- ۴ اکتبر - گراهام چپمن، کمدین، نویسنده، و بازیگر بریتانیایی (ز. ۱۹۴۱)
- ۶ اکتبر - بت دیویس، بازیگر آمریکایی (ز. ۱۹۰۸)
- ۲۶ اکتبر - چارلز پدرسون، شیمی‌دان آمریکایی (ز. ۱۹۰۴)
- ۵ نوامبر - ولادیمیر هوروویتس، پیانیست و آهنگساز روسی (ز. ۱۹۰۳)
- ۵ نوامبر - بری سدلر، موسیقی‌دان و خواننده آمریکایی (ز. ۱۹۴۰)
- ۲۰ نوامبر - لین باری، بازیگر آمریکایی (ز. ۱۹۱۳)
- ۱۴ دسامبر - آندره ساخاروف, فیزیکدان هسته‌ای[۱] شوروی و پدر بمب هسته‌ای (زاده ۱۹۲۱)
- ۱۶ دسامبر - لی وان کلیف، سرباز و بازیگر آمریکایی (ز. ۱۹۲۵)
- ۲۹ دسامبر - هرمان اوبرت, پیشگام و تئوریسین بزرگ تاریخ عصر فضا (زاده ۱۸۹۴)